# Luigi Sacchi (fotografo)
Luigi Sacchi (Milano, 5 agosto 1805 – Milano, 15 gennaio 1861) è stato un fotografo italiano, pioniere della fotografia in Italia.

## Biografia
Luigi Sacchi, venuto a contatto con il mondo dell'arte fin dalla più giovane età per via delle professioni del padre Giuseppe e del cugino Defendente, si iscrisse all'accademia di Brera nel 1822.
Dopo un inizio di carriera in campo pittorico, in cui si ispirò a Francesco Hayez e a Pelagio Palagi giungendo ad esporre tra il 1827 e il 1829 sette opere ad olio alle Esposizioni annuali dell'Imperial Regia Accademia, spostò il proprio interesse artistico verso la xilografia e la litografia.
Spinto dal desiderio di documentare e divulgare il patrimonio artistico e culturale della penisola italiana attraverso questi mezzi, assunse dal 1835 la direzione grafica della rivista Cosmorama Pittorico la cui direzione generale era affidata al fratello Giuseppe, omonimo del padre, e al cugino Defendente. La rivista ebbe un significativo successo ottenendo richieste di abbonamento da più parti della penisola in un'Italia ancora pre-unitaria.
La notorietà acquisita gli permise di ottenere l'incarico di eseguire le xilografie per l'edizione illustrata de I promessi sposi, che vide la luce tra il 1840 e il 1842, per la cui realizzazione si avvalse della collaborazione di prestigiosi incisori francesi ed inglesi che lavorarono sui disegni di Francesco Gonin e di altri artisti. A questa opera seguirono le edizioni illustrate della Gerusalemme liberata e delle poesie in dialetto di Carlo Porta e Tommaso Grossi.
Nel 1845 iniziò ad interessarsi alla fotografia, tecnica allora agli albori, prediligendo il processo calotopico di cui fece usò per tutta la sua produzione artistica. Presentò le proprie prime opere all'Esposizione dell'Industria Lombarda del 1846 e l'anno successivo a Venezia al IX Congresso degli Scienziati italiani.
Nel 1851 avviò il progetto di una pubblicazione a dispense (rimasta interrotta), intitolata Monumenti, vedute e costumi d'Italia, che prevedeva l'uscita di quattro serie tra il 1852 e il 1855, ciascuna comprendente 25 immagini, corredate di note informative, che coprivano l'intero territorio italiano. Quest'opera gli valse il conferimento di una medaglia d'argento per la fotografia all'Esposizione universale di Parigi del 1855. Nel 1857 realizzò la prima foto dell'Ultima Cena nel santuario di Santa Maria delle Grazie a Milano.
Nel 1859, sull'onda della seconda guerra risorgimentale, la sua produzione assunse un tono patriottico: si annoverano in questa fase la foto del ponte di Magenta scattata nel giorno dell'omonima battaglia e la foto della casa di Garibaldi a Caprera realizzata l'anno successivo. Sempre nel 1859, usando come sede lo studio del pittore Pompeo Pozzi, pubblicò una rivista di arte fotografica con tredici uscite intitolata L'artista.
Morì per problemi cardiaci a Milano nel 1861.